# Gare de Shin-Osaka
La gare de Shin-Osaka (新大阪駅, しんおおさかえき, Shin-Ōsaka-eki) est une gare ferroviaire majeure de la ville d'Osaka au Japon. Située dans l'arrondissement de Yodogawa, elle est gérée conjointement par les compagnies JR Central, JR West et Osaka Metro.

## Situation ferroviaire
La gare de Shin-Osaka est située au point kilométrique (PK) 552,6 la ligne principale Tōkaidō (PK 39,0 de la ligne JR Kyoto) et au PK 2,9 de la ligne de métro Midōsuji. Elle marque le début des lignes Shinkansen Sanyō et Osaka Higashi, et la fin de ligne Shinkansen Tōkaidō (les deux lignes sont interconnectées).

## Histoire
Lors de la construction de la ligne Shinkansen Tōkaidō en 1961, le quartier de Yodogawa était beaucoup moins développé que le centre-ville où se trouve la gare d'Osaka. Utiliser cette dernière gare aurait rendu les opérations d'acquisition et de remembrement trop complexes, il fut donc décidé de construire une nouvelle gare : Shin-Osaka, située à 3 km au nord de la gare d'Osaka sur la ligne classique Tōkaidō.
La station de métro ouvre le 24 septembre 1964, et la gare ferroviaire 1er octobre 1964 pour l'inauguration de la ligne Shinkansen Tōkaidō.
La ligne Osaka Higashi dessert la gare depuis 16 mars 2019.
En janvier 2023, JR West annonce son intention de tester en mars 2023 un portillon avec reconnaissance faciale à l'une des entrées de la gare.

## Service des voyageurs

### Accueil

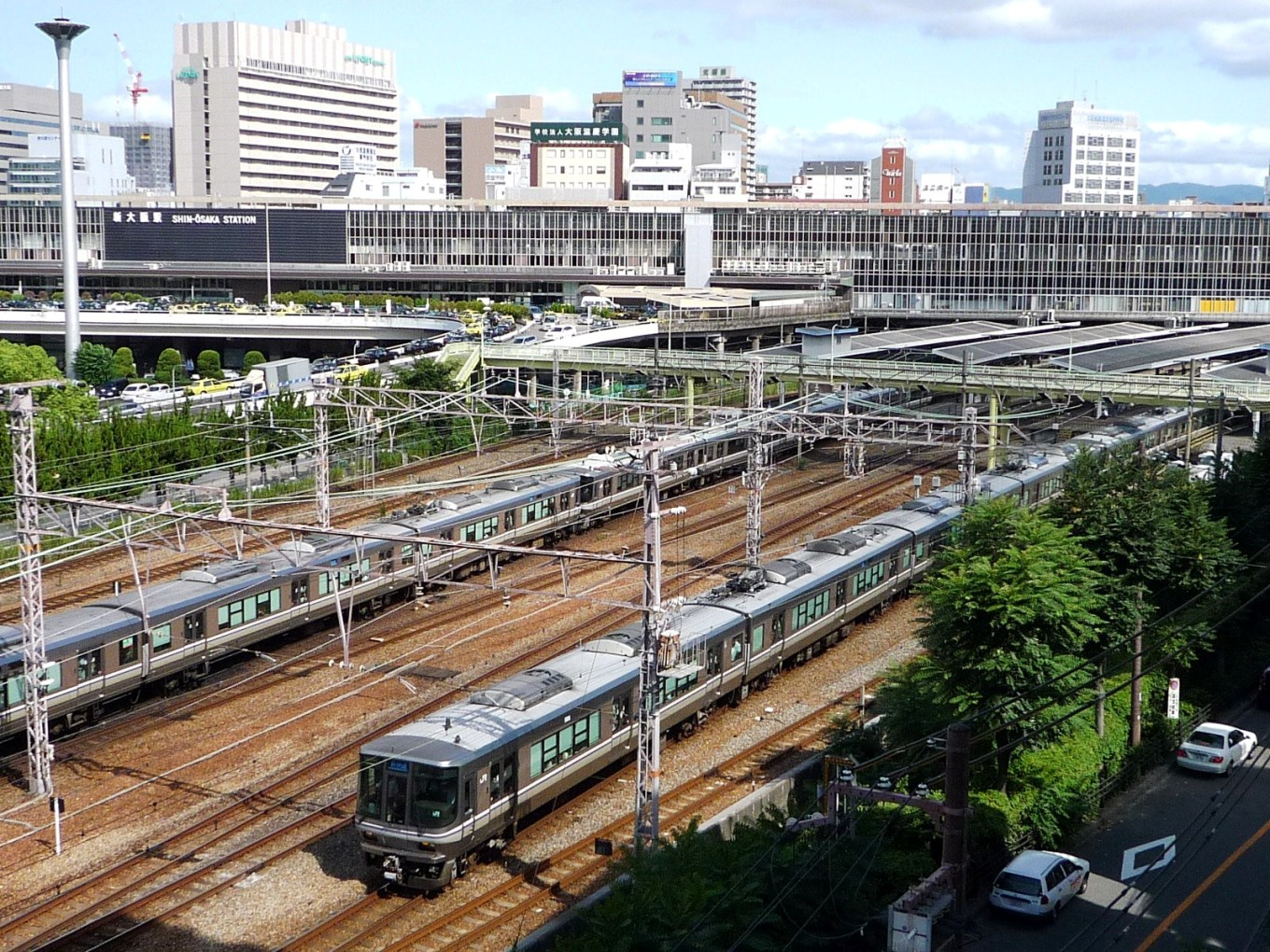
Vue de la ligne classique Tōkaidō avec en fond le bâtiment principal abritant les quais Shinkansen

La gare dispose d'un bâtiment voyageurs ouvert tous les jours, avec des guichets et des automates pour l'achat de titres de transport.

### Desserte

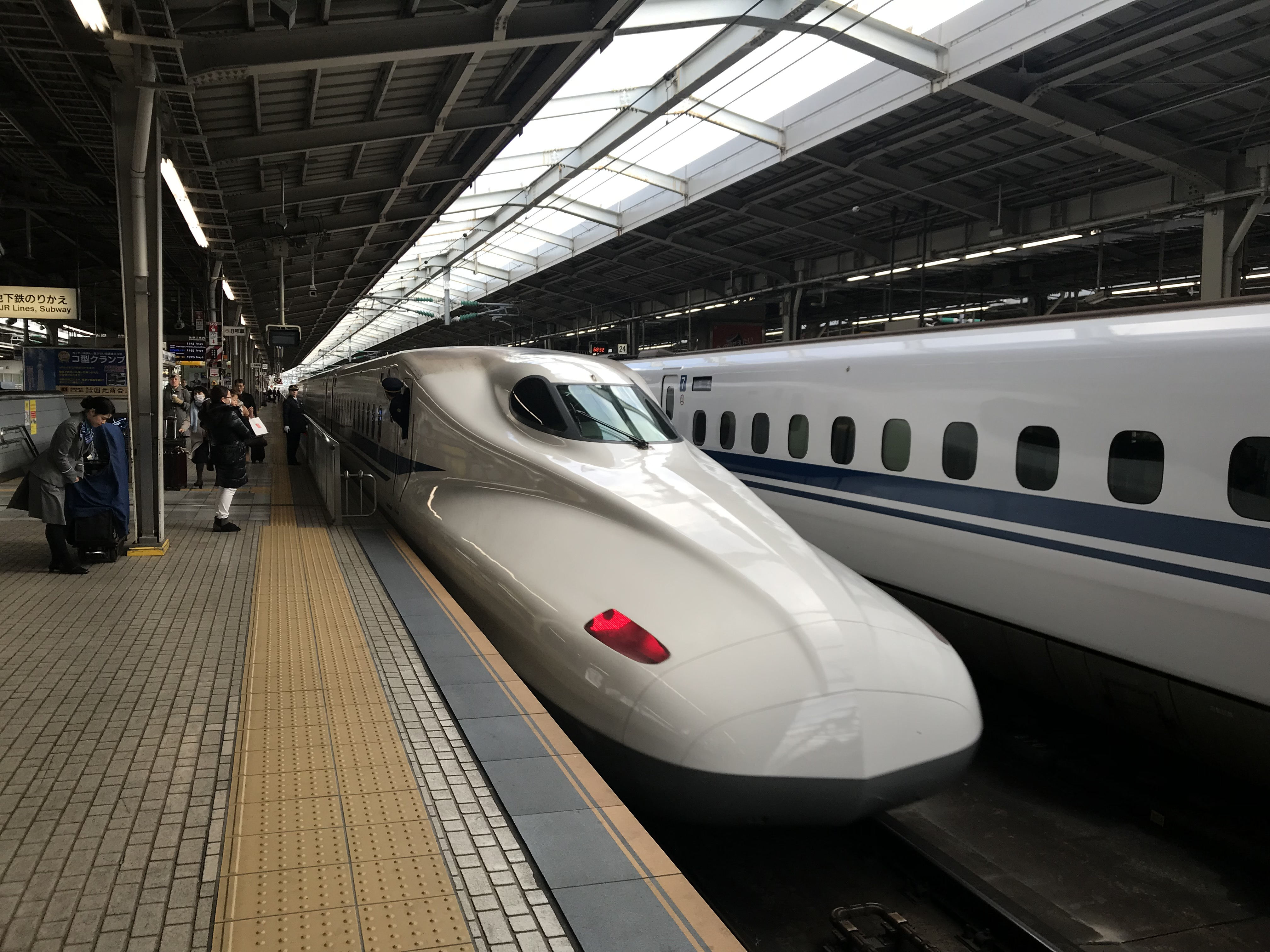
Quais Shinkansen

#### Métro
- Ligne Midōsuji :
  - voie 1 : direction Nakamozu
  - voie 2 : direction Esaka (interconnexion avec la ligne Kitakyu Namboku pour Minoh-kayano)

#### Lignes classiques
- Ligne JR Kyoto :
  - voie 1 : direction Kyoto (trains express)
  - voie 3 : direction Aéroport du Kansai (services Haruka) ou Wakayama et Shingū (services Kuroshio)
  - voie 4 : direction Kyoto (trains express), Tsuruga et Maibara (services Thunderbird et Rakuraku Biwako)
  - voie 5 et 6 : direction Kyoto (trains rapides et omnibus)
  - voie 7 et 8 : direction Osaka, Amagasaki et Sannomiya (trains rapides et omnibus)
  - voies 9 et 10 : direction Osaka (trains express), Fukuchiyama et Kinosaki-Onsen (services Kounotori), ou Tottori (services Super Hakuto)

- Ligne Osaka Higashi :
  - voie 2 : direction Hanaten et Kyūhōji

#### Shinkansen
- Ligne Shinkansen Sanyō : 
  - voies 20 à 23 : direction Okayama, Hiroshima et Hakata
- Ligne Shinkansen Tōkaidō :
  - voies 23 à 27 : direction Kyoto, Nagoya et Tokyo

## Gares/stations adjacentes
| << | <<               | << | Shin-Osaka                          | >> | >>                        | >> |
| -- | ---------------- | -- | ----------------------------------- | -- | ------------------------- | -- |
|    | Terminus ou      |    | JR Central Ligne Shinkansen Tōkaidō |    | Direction Tokyo           |    |
|    | -                |    | Nozomi                              |    | Kyoto                     |    |
|    | -                |    | Hikari                              |    | Kyoto                     |    |
|    | -                |    | Kodama                              |    | Kyoto                     |    |
| << | <<               | << | Shin-Osaka                          | >> | >>                        | >> |
|    | Direction Hakata |    | JR West Ligne Shinkansen Sanyō      |    | Terminus                  |    |
|    | Shin-Kōbe        |    | Nozomi                              |    | -                         |    |
|    | Shin-Kōbe        |    | Hikari                              |    | -                         |    |
|    | Shin-Kōbe        |    | Mizuho                              |    | -                         |    |
|    | Shin-Kōbe        |    | Sakura                              |    | -                         |    |
|    | Shin-Kōbe        |    | Kodama                              |    | -                         |    |
| << | <<               | << | Shin-Osaka                          | >> | >>                        | >> |
|    | Direction Himeji |    | JR West Ligne JR Kyōto              |    | Direction Maibara         |    |
|    | Osaka            |    | Limited Express                     |    | Kyoto                     |    |
|    | Osaka            |    | Special Rapid Service               |    | Takatsuki                 |    |
|    | Osaka            |    | Rapid Service                       |    | Ibaraki                   |    |
|    | Osaka            |    | Local                               |    | Higashi-Yodogawa          |    |
| << | <<               | << | Shin-Osaka                          | >> | >>                        | >> |
|    | Direction Esaka  |    | Osaka Metro Ligne Midōsuji          |    | Direction Nakamozu        |    |
|    | Higashi-Mikuni   |    | Tous trains                         |    | Nishinakajima- Minamigata |    |